# San Benito Abad (Sucre)
San Benito Abad, también conocido como La Villa de San Benito es un municipio colombiano del departamento de Sucre, ubicado en la región Caribe colombiana, y hace parte de la subregión del San Jorge. En su casco urbano se encuentra la Basílica Menor del Señor de los Milagros, uno de los lugares de devoción y peregrinación más visitados de Colombia.
Dista 51 km de Sincelejo, la capital departamental, por medio de una carretera en muy buen estado. Es el municipio más extenso de Sucre; ocupa más del 14 % del área del departamento.

## Límite municipal
- Norte: con los municipios sucreños de El Roble y Galeras.
- Sur: con el Departamento de Córdoba (Municipio de Ayapel).
- Oriente: con el Departamento de Bolívar (Municipio de Magangué) y los municipios sucreños de Sucre y Majagual.
- Occidente: con el Departamento de Córdoba (Municipio de Chinú), y los municipios sucreños de Caimito y San Marcos.

## División político-administrativa
Además de su cabecera municipal. San Benito Abad tiene bajo su jurisdicción los centros poblados:
- Calle Nueva
- Cispataca
- Corral Viejo (Los Ángeles)
- Cuiva
- Doña Ana
- El Limón
- Empresa Colombia
- Guayabal
- Honduras
- Jegua
- La Ceiba
- La Molina
- La Plaza
- La Ventura
- Las Chispas
- Las Pozas
- Punta de Blanco
- Punta Nueva
- Rancho La Tía
- Remolino
- San Isidro
- San Roque
- Santiago Apóstol
- Villa Nueva

## Historia

### Época precolombina
En la época precolombina, el territorio del municipio de San Benito Abad estuvo poblado por los indígenas Finzenúes, quienes en el valle del río San Jorge construyeron una extensa y compleja red de canales que cubrieron un área de más de 500.000 ha.
Algunas investigaciones históricas demuestran que las naciones malibúes y zenúes, que se disputaban el territorio guerreando entre sí, tenían un lugar de adoración llamado Tacasuán, muy cercano a la ciénagas de Machado o de San Benito, y que allí se rendía tributo a una deidad hermafrodita llamada Ninha-Thi, a quien se le llevaban ofrendas de alimentos y oro que los indios extraían de los caños cercanos y del río San Jorge. Se cree que el templo de Tacasuán era uno de los lugares de adoración más frecuentados por los zenúes porque los indígenas siguieron adorando clandestinamente la deidad residente de ese templo hasta bien entrado el siglo XVIII.

### Conquista española
Alonso de Heredia, expedicionario español, fue el primer europeo en explorar estas tierras en 1535, y se cree que en su trayecto, que lo llevaría a las ricas tierras de los zenúes, pasó por Tacasuán, donde descubrió el templo dorado y en sus cercanías descubrió un río que los indígenas llamaban Xegú o Jegú, y que él bautizó como San Jorge.

### Colonización de la región
La región del San Jorge fue una región muy impenetrable para los conquistadores españoles y para los funcionarios virreinales. Fue por esa razón que en el año de 1669, el entonces gobernador de la Provincia de Cartagena, Don Benito de Figueroa y Barrantes, ordenó la fundación del poblado para administrar eficientemente las encomiendas del sur de la provincia.
La Villa de San Benito fundada en 1669 en lo que hoy es el centro poblado Carbonero (jurisdicción del municipio de Chinú), sin haber logrado prosperar. Sin haber tenido en todo este tiempo más vecinos a la inmediación de la Parroquia que seis u ocho familias que habitaban unas reducidas chozas y hacían compaña al Cura, Sacristán y Notario.

### Señor de los Milagros de La Villa de San Benito Abad
Pocos años después de la fundación de la Villa, cuando don Benito de Figueroa y Barrantes terminó sus funciones como gobernador de la Provincia de Cartagena, marchó hacia la Península, desde donde mandó esculpir una imagen de Cristo crucificado para obsequiarla a la villa que había fundado en el Nuevo Mundo.
Benito de Figueroa y Barrantes compró en España maderas oscuras del África, y en La Coruña mandó esculpir la imagen de Cristo crucificado, probablemente por artífices de la escuela toledana de El Greco. La imagen llegó a Cartagena de Indias y de allí fue llevada hasta la Villa de San Benito, camino de Mompós, como un regalo de agradecimiento de don Benito a la tierra que lo acogió.
La escultura llegó a la Villa 1678, y pronto se extendió la popularidad de la imagen milagrosa del Cristo de la Villa, de forma que se extendió la devoción que aún subsiste y genera numerosas romerías.
Durante el año se celebran dos principales festividades en honor del Milagroso de La Villa. La primera, dedicada al perdón y la reconciliación, se conmemora en el mes de marzo con una peregrinación. La segunda y más importante tiene lugar el 14 de septiembre, día en que se celebra el cumpleaños del Señor de los Milagros. Ese día llegan al municipio peregrinos de toda Colombia e incluso de otros lugares del mundo.

### Refundación
El emplazamiento original de la Villa de San Benito era un lugar desprovisto de fuentes de agua y susceptible a las sequías, razón por la cual, San Benito Abad fue refundado muy cercano al adoratorio indígena de Tacasuán; este desplazamiento tuvo el 5 de noviembre de 1775 por instrucción de Don Antonio de la Torre y Miranda. Posteriormente, trasladado a su ubicación actual el 29 de enero de 1776.
La floreciente ciudad prosperó hasta finales de la época virreinal con calidad de Villa, y desde ella fueron administradas las encomiendas del sur de la Provincia de Cartagena. 
Además, Don Antonio de la Torre y Miranda posteriormente fundó el 1 de noviembre de 1776 el poblado de Santiago Apóstol. 

### Los Marqueses de Santa Coa y Torre Hoyos
El poblado nunca tuvo un número considerable de habitantes, debido principalmente a su aislamiento con respecto a otros sitios de la Provincia de Cartagena, y por estar asentada en una región anegadiza, inhóspita y hostil. 
En el siglo XVIII, cerca del pueblo, en tierras de su jurisdicción se asentaron extensos Mayorazgos, haciendas de más de 3.000 hectáreas cuyos títulos eran concedidos por la Corona a familias que tuvieran la capacidad económica para hacerlas productivas. Las familias que lograron obtener estos títulos fueron las de los Marqueses de Santa Coa y Torre Hoyos, asentados en la ilustre ciudad de Mompós; ellos introdujeron en sus mayorazgos la ganadería bovina, origen de la gran población vacuna que en la actualidad hace de Sucre y Córdoba los principales departamentos ganaderos de Colombia.
Muy cerca de la Villa de San Benito Abad se estableció la encomienda de Jegua, a orillas de la Ciénaga Doña Luisa y el río San Jorge, que a finales del siglo XVIII fue erigida en Resguardo Indígena bajo protección de la Corona, y que es hoy uno de los corregimientos más populosos del municipio. A pesar del establecimiento de Mayorazgos y encomiendas indígenas, la región del San Jorge, y por ende la región en la que se ubica San Benito Abad, fue muy poco explorada por la administración virreinal, por lo que la mayor parte de su territorio se mantuvo en un estado silvestre.

### SigloXIX
Luego de la separación de España, San Benito Abad perdió su categoría de villa y su preeminencia política, aunque siguieron practicándose las ya famosas romerías del Cristo Milagroso, y en la primera mitad del siglo XIX fueron muy famosas unas ferias que allí tenían lugar, hasta donde iban comerciantes de Santander, Antioquia y el departamento de Bolívar. En las ferias tenía lugar el comercio del ganado bovino y equino, además de otras mercaderías, y fueron especialmente famosas entre los años 1824 y 1853, cuando fue substituida en concurrencia por las ferias de Magangué. Fue la actividad comercial que ofrecían estas ferias las que evitaron un ocaso absoluto de la población, disminuida y empobrecida después de la Independencia, y que prácticamente dependía de la ganadería y del comercio. 
En los primeros años de la República, San Benito Abad figuró como Cantón de la Provincia de Cartagena, pero ya en 1828 pasó a ser distrito del Cantón de Chinú. San Benito Abad y sus zonas rurales fueron escasamente pobladas hasta la segunda mitad del siglo XIX, cuando la ruina económica de la ciudad de Mompós, producida por un cambio en el curso del río Magdalena y la pobreza derivada de las guerras civiles posteriores a la desmembración del Imperio español, hicieron que numerosos momposinos salieran de su ciudad natal y colonizaran la extensa región conocida como Depresión Momposina.
Los desposeídos momposinos fueron ocupando extensos terrenos baldíos que existían en las vecindades de San Benito Abad, surgiendo así caseríos como Santiago Apóstol, y generándose un proceso de mestizaje en el extinto resguardo de Jegua. Como no lo había sido nunca, la región del San Jorge fue colonizada, si bien no de manera intensa. Ya para la década de 1860 existían en el actual territorio de San Benito Abad los siguientes pueblos con calidad de distritos: San Benito Abad, Jegua y Santiago Apóstol. Estos eran pueblos con más de 1000 habitantes, con derecho a tener alcalde y notarios. Sin embargo, estos distritos no eran totalmente autónomos y dependían de pueblos con mayor capacidad económica como Magangué, Chinú y Mompós.
Al estallar la Guerra Civil de los Mil Días entre 1899 y 1902, llega a San Benito Abad una nueva oleada de colonos provenientes del interior del país, pero principalmente de la ciudad de Chinú.

## Geografía
El Municipio de San Benito Abad abarca 1592 km² (1428 según otras mediciones), lo que lo convierte en el municipio más extenso del Departamento de Sucre, pues comprende el 14,6 % de su extensión. Su superficie la componen zonas bajas, especialmente pantanosas, con excepción de una pequeña región al norte, que desarrolla un paisaje de sabanas.
El clima es tropical húmedo, con temperaturas que pueden sobrepasar los 32 °C. La flora y la fauna es variada, y la riqueza piscícola es grande. Su economía depende en gran parte de la ganadería, la agricultura y la pesca.

### Hidrografía
San Benito Abad se ubica al sur del departamento de Sucre, en la margen occidental del río San Jorge y la Ciénaga de Machado. La mayor extensión del territorio de San Benito Abad se extiende en una llanura aluvial drenada por los sistemas fluviales de los ríos San Jorge, Magdalena y Cauca, siendo el primero el único que pasa por el municipio, discurriendo de sur a norte. Esta extensa región se conoce como Depresión Momposina y tiene alturas que no sobrepasan los 33 m s. n. m., lo que lo hace una zona inundable la mayor parte del año. De hecho, uno de sus corregimientos, Doña Ana, (ya reubicado) permanecía inundado siete meses del año por las aguas del río San Jorge. 
El municipio hace a su vez, parte de la subregión del San Jorge, un valle intrincado por numerosas ciénagas como las de Machado, Doña Luisa, San Benito, Grande, Punta de Blanco, La Olaya, Tesajera, La Lata, Trementino, de Maíz, El Coco, el Toro, Mojarras, entre otras.
El Municipio presenta una abundante red hidrográfica continental, conformada por el río San Jorge, que constituye su principal arteria fluvial, el cual atraviesa de noroeste a sureste, esto es, desde la Ciénaga de Villa Nueva hasta el Caño Doña Ana. Cuando las aguas de este río se desbordan alimentan a un sinnúmero de caños y ciénagas, constituyéndose en vía de comunicación con el resto de la Región de la Mojana. Entre los más importantes caños se encuentra: Caño la Villa, Porras, misalo, Rabón, Jegüita, Talumo, Caño Viejo, Caño Doña Ana, Caño San Matías, Caño Mitango, Caño Santiago. Entre los arroyos se encuentran Arroyo Grande, de Santiago, Anime, el Pital, Lobito, Dorada, Canoa, Montegrande, Pesquera y el Cedro.

## Estructura organizacional municipal
| San Benito Abad | San Benito Abad | San Benito Abad            |
| Departamento    | Código DANE     | Categoría municipal (2023) |
| --------------- | --------------- | -------------------------- |
| Sucre           | 70678           | Sexta                      |

- Personería: Es un centro del Ministerio Público de Colombia que ejerce, vigila y hace control sobre la gestión de las alcaldías y entes descentralizados; velan por la promoción y protección de los derechos humanos; vigilan el debido proceso, la conservación del medio ambiente, el patrimonio público y la prestación eficiente de los servicios públicos, garantizando a la ciudadanía la defensa de sus derechos e intereses.

- Concejo Municipal: Es la suprema autoridad política del municipio. En materia administrativa sus atribuciones son de carácter normativo. También le corresponde vigilar y hacer control político a la administración municipal. Se regulan por los reglamentos internos de la corporación en el marco de la Constitución Política Colombiana (artículo 313) y las leyes, en especial la Ley 136 de 1994 y la Ley 1551 de 2012.

Constituido por 13 concejales por un periodo de 4 años.
- Alcaldía Municipal: En esta se encuentra la administración municipal y las entidades descentralizadas del municipio.

El Alcalde se pronuncia mediante decretos y se desempeña como representante legal, judicial y extrajudicial del municipio. El actual Alcalde municipal es Pedro Martelo Imbrett (2024-2027), elegido por voto popular.
- JAL. Sin constitución alguna en los corregimientos del municipio.

## Servicios públicos
- Energía Eléctrica: Afinia, del grupo EPM, es la empresa prestadora del servicio de energía eléctrica.
- Gas Natural: Surtigas es la empresa distribuidora y comercializadora de gas natural en el municipio.